# Szydłowiec (gemeente)
De gemeente Szydłowiec is een stad- en landgemeente in het Poolse woiwodschap Mazovië, in powiat Szydłowiecki.
De zetel van de gemeente is in Szydłowiec.
Op 30 juni 2004 telde de gemeente 19 390 inwoners.

## Oppervlakte gegevens
In 2002 bedroeg de totale oppervlakte van gemeente Szydłowiec 138,15 km², waarvan:
- agrarisch gebied: 53%
- bossen: 38%

De gemeente beslaat 29,45% van de totale oppervlakte van de powiat.

## Plaatsen
Administratieve plaatsen:
Barak, Ciechostowice, Chustki, Długosz, Hucisko, Jankowice, Korzyce, Lesica, Łazy, Majdów, Omięcin, Rybianka, Sadek, Szydłówek I, Szydłówek II, Świerczek, Świniów, Wilcza Wola, Wola Korzeniowa, Wysocko, Wysoka, Zastronie, Zdziechów, Ziomaki
Overige plaatsen: Krzcięcin, Mszadla, Stanisławów,

## Demografie
Stand op 30 juni 2004:
| Omschrijving                   | Totaal | Totaal | Vrouwen | Vrouwen | Mannen | Mannen |
| ------------------------------ | ------ | ------ | ------- | ------- | ------ | ------ |
| eenheid                        | aantal | %      | aantal  | %       | aantal | %      |
| inwoners                       | 19 390 | 100    | 9814    | 50,6    | 9576   | 49,4   |
| bevolkingsdichtheid (inw./km²) | 140,4  | 140,4  | 71      | 71      | 69,3   | 69,3   |

In 2002 bedroeg het gemiddelde inkomen per inwoner 1123,89 zł.

## Aangrenzende gemeenten
Bliżyn, Chlewiska, Jastrząb, Mirów, Orońsko, Skarżysko Kościelne, Skarżysko-Kamienna, Wieniawa